# Świadkowie Jehowy na Wyspach Świętego Tomasza i Książęcej

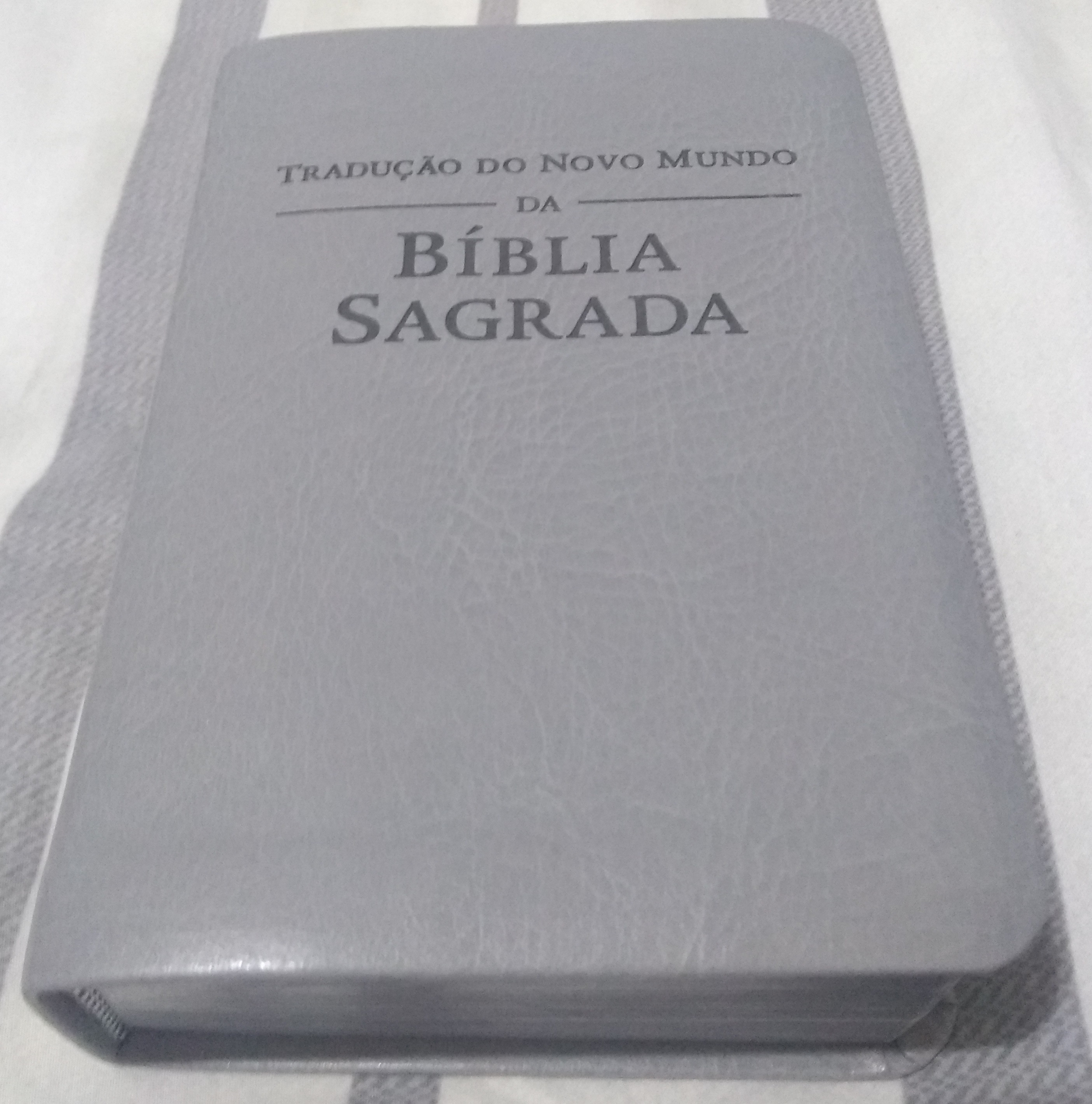
Pismo Święte w Przekładzie Nowego Świata w języku portugalskim (wyd. zrewidowane)

Świadkowie Jehowy na Wyspach Świętego Tomasza i Książęcej – społeczność wyznaniowa na Wyspach Świętego Tomasza i Książęcej, należąca do ogólnoświatowej wspólnoty Świadków Jehowy, licząca w 2023 roku 901 głosicieli, należących do 14 zborów. Na dorocznej uroczystości Wieczerzy Pańskiej w 2023 roku zgromadziło się 3412 osób. Działalność miejscowych głosicieli koordynuje portugalskie Biuro Oddziału.

## Historia

### Początki
Świadkowie Jehowy zaczęli działać na wyspach na początku lat 50. XX wieku, gdy do tamtejszych obozów pracy zaczęto zsyłać więźniów z innych kolonii portugalskich w Afryce, a wśród nich Świadków Jehowy. Jeden z nich, deportowany za swoje przekonania religijne z Mozambiku dalej prowadził działalność na wyspach i po sześciu miesiącach w działalności tej towarzyszyło mu już 13 osób. Później w podobnych okolicznościach znaleźli się tam współwyznawcy z Angoli. Przez cały okres uwięzienia głosili mieszkańcom. W roku 1966 wszyscy Świadkowie Jehowy z obozów pracy na Wyspie Świętego Tomasza wrócili do swych krajów. Pozostała niewielka grupa miejscowych wyznawców, którzy byli brutalnie prześladowani.

### Uznanie prawne i rozwój działalności
W czerwcu 1993 roku władze zalegalizowały działalność 100 Świadków Jehowy, działających na wyspach. W styczniu 1994 roku odbył się trzydniowy kongres pod hasłem „Pouczani przez Boga” — pierwsze tego rodzaju zgromadzenie w tym kraju, na którym było obecnych 405 osób. W roku 1998 dwóch głosicieli z Wyspy Świętego Tomasza przeniosło się na Wyspę Książęcą i zaczęło prowadzić regularną działalność kaznodziejską, tak iż wkrótce pojawili się tam nowi, miejscowi głosiciele. 12 czerwca 1999 roku oddano do użytku w Mé-Zochi pierwszą Salę Królestwa, wybudowaną metodą szybkościową. W 2007 roku zanotowano liczbę 446 głosicieli. Co dwa tygodnie państwowe radio nadaje 15-minutową audycję Pytania młodych ludzi – praktyczne odpowiedzi oraz Tajemnica szczęścia rodzinnego (oparte na publikacjach Świadków Jehowy). W roku 2009 przekroczono liczbę 540, a w roku 2013 – 700 głosicieli.
W 2021 roku osiągnięto liczbę 936 głosicieli, a na uroczystości Wieczerzy Pańskiej zebrały się 5794 osoby. W 2022 roku głosiciele prowadzili 1705 studiów biblijnych.
Zebrania odbywają się w języku portugalskim i portugalskim migowym.